# Список алгебраїчних формул

## Чотири арифметичні дії
Дивіться статтю Чотири арифметичні дії
```
 Переставний закон(
комутативність
): 
```

{\displaystyle \qquad a+b=b+a\qquad \qquad a\cdot b=b\cdot a}
```
 Сполучний закон(
асоціативність
): 
```

{\displaystyle \qquad (a+b)+c=a+(b+c)\qquad \qquad (a\cdot b)\cdot c=a\cdot (b\cdot c)}
```
 Розподільчий закон (
дистрибутивність
 множення відносно додавання):
```

{\displaystyle \qquad \qquad a\cdot (b+c)=a\cdot b+a\cdot c}
Натуральне число {\displaystyle n} можна записати так:
{\displaystyle {\begin{matrix}\\n=\end{matrix}}{\begin{matrix}n\;pa{\mathfrak {3}}ib\\\overbrace {1+1+\ldots +1} \end{matrix}}}
Для множення на натуральне число {\displaystyle n} маємо відповідно формулу:
{\displaystyle {\begin{matrix}\\a\cdot n=\end{matrix}}{\begin{matrix}n\;pa{\mathfrak {3}}ib\\\overbrace {a+a+\ldots +a} \end{matrix}}}
Віднімання: якщо {\displaystyle \ a-b=c}, то {\displaystyle \ a=b+c}. На множині додатних чисел (наприклад натуральних) віднімати можна тільки від більшого числа менше.
Ділення: якщо {\displaystyle {\frac {a}{b}}=c}, то {\displaystyle \ a=b\cdot c}. Ділити на нуль не можна. На множині натуральних чисел число може ділитися тільки на одиницю, само на себе, або на власні дільники числа, якщо це число складене (не просте).
Ділення з остачею визначено на множині натуральних чисел. Якщо {\displaystyle {\frac {a}{b}}=q}, з остачею {\displaystyle \ r}, то {\displaystyle \ 0\leq r<b}, і {\displaystyle \ a=b\cdot q+r}
Властивості нуля і одиниці. Для будь-якого числа {\displaystyle x}:
{\displaystyle x+0=x\qquad x-0=x\qquad x-x=0}

## Степінь, корінь, логарифм
Піднесення числа {\displaystyle \ a} до натурального степеня {\displaystyle \ n} дорівнює по означенню добутку цього числа самого на себе {\displaystyle \ n} разів:
{\displaystyle {\begin{matrix}\\a^{n}=\end{matrix}}{\begin{matrix}n\;pa{\mathit {3}}ib\\\overbrace {a\cdot a\cdot \ldots a} \end{matrix}}}
Властивості піднесення до степеня:
{\displaystyle a^{n+m}=a^{n}\cdot a^{m}}
{\displaystyle a^{n\cdot m}=(a^{n})^{m}}
{\displaystyle (a\cdot b)^{n}=a^{n}\cdot b^{n}}
Корінь є операцією, оберненою до піднесення до степеня, яка знаходить (завжди додатну) основу степеня.  
Якщо {\displaystyle \ a^{n}=b}, то {\displaystyle a={\sqrt[{n}]{b}}}
В позначенні квадратного кореня цифру 2 над знаком радикала не пишуть. Корінь парного степеня, взятий від від'ємного числа, не існує в множині дійсних чисел.
Із властивостей степеня, корінь також можна записати як піднесення до дробового степеня:
{\displaystyle {\sqrt[{n}]{b}}=b^{1 \over n}}
І можна розглядати степені з від'ємним показником:
{\displaystyle a^{-n}={1 \over a^{n}}}
Логарифм є операцією, оберненою до піднесення до степеня, яка знаходить показник степеня.  
Якщо {\displaystyle a^{n}=b}, то {\displaystyle n=\log _{a}b}
Властивості логарифма:
{\displaystyle \ \log _{a}{(b\cdot c)}=\log _{a}b+\log _{a}c}
{\displaystyle \ \log _{a}{(b/c)}=\log _{a}b-\log _{a}c}
{\displaystyle \ \log _{a}b={1 \over \log _{b}a}={{\log _{c}b} \over {\log _{c}a}}}

## Комплексні числа
Формально вводиться позначення уявної одиниці: {\displaystyle i={\sqrt {-1}}}. Комплексне число записується у вигляді суми дійсної та уявної частин: {\displaystyle z=x+iy}
Основні формули:
{\displaystyle \ z_{1}+z_{2}=(x_{1}+x_{2})+i(y_{1}+y_{2})}
{\displaystyle z_{1}\cdot z_{2}=(x_{1}x_{2}-y_{1}y_{2})+i(x_{1}y_{2}+x_{2}y_{1})}
{\displaystyle {z_{1} \over z_{2}}={(x_{1}x_{2}+y_{1}y_{2})+i(x_{2}y_{1}-x_{1}y_{2}) \over {x_{2}^{2}+y_{2}^{2}}}}
Комплексне число можна також представити в експоненціальній формі через модуль та аргумент:
{\displaystyle \ z=\rho e^{\phi }}
модуль та аргумент пов'язані з дійсною та уявною частинами через такі формули:
{\displaystyle \rho ={\sqrt {x^{2}+y^{2}}}}
{\displaystyle \phi =\arctan {y \over x}}
При множенні комплексних чисел їхні модулі перемножуються, а аргументи додаються:
{\displaystyle z_{1}z_{2}=(\rho _{1}\rho _{2})e^{\phi _{1}+\phi _{2}}}

## Многочлени та їхні корені
Формули скороченого множення:
{\displaystyle a^{2}-b^{2}=(a-b)\cdot (a+b)}
{\displaystyle a^{3}-b^{3}=(a-b)\cdot (a^{2}+a\cdot b+b^{2})}
{\displaystyle a^{3}+b^{3}=(a+b)\cdot (a^{2}-a\cdot b+b^{2})}
{\displaystyle a^{n}-b^{n}=(a-b)\cdot (a^{n-1}+a^{n-2}\cdot b+a^{n-3}\cdot b^{2}+\ldots +b^{n-1})}
{\displaystyle \ (a+b)^{2}=a^{2}+2ab+b^{2}}
{\displaystyle \ (a-b)^{2}=a^{2}-2ab+b^{2}}
Біном Ньютона, виражається через біноміальні коефіцієнти:
{\displaystyle (a+b)^{n}=\sum _{i=0}^{n}C_{n}^{i}a^{i}b^{n-i}}
Також можна відмітити формулу, яку легко помітити розглядаючи модулі комплексних чисел:
{\displaystyle (a^{2}+b^{2})\cdot (x^{2}+y^{2})=(ax-by)^{2}+(ay+bx)^{2}}
(див. також Тотожність чотирьох квадратів, Тотожність восьми квадратів)
Для многочленів {\displaystyle \ P_{n}(x)=a_{0}+a_{1}x+a_{2}x^{2}+\ldots +a_{n}x^{n}} та {\displaystyle \ Q_{m}(x)=b_{0}+b_{1}x+b_{2}x^{2}+\ldots +b_{m}x^{m}}, коефіцієнти суми даються формулами:
{\displaystyle \ c_{i}=a_{i}+b_{i}}
А коефіцієнти добутку:
{\displaystyle \ c_{i}=a_{0}b_{i}+a_{1}b_{i-1}+\ldots +a_{i}b_{0}}
Основна теорема алгебри (яка проте доводиться методами математичного аналізу) стверджує, що в полі комплексних чисел будь-який многочлен має корінь, а тому повністю розкладається на добуток ({\displaystyle \ \lambda _{1},...\lambda _{n}} - всі корені многочлена):
{\displaystyle \ a_{0}+a_{1}x+a_{2}x^{2}+\ldots +a_{n}x^{n}=a_{n}(x-\lambda _{1})(x-\lambda _{2})\ldots (x-\lambda _{n})}
Теорема Вієта пов'язує симетричні многочлени від коренів з коефіцієнтами многочлена:
{\displaystyle \ \lambda _{1}+\lambda _{2}+\ldots \lambda _{n}=-a_{n-1}/a_{n}}; сума всіх коренів многочлена
{\displaystyle \ \lambda _{1}\lambda _{2}+\lambda _{1}\lambda _{3}+\ldots +\lambda _{n-1}\lambda _{n}=a_{n-2}/a_{n}}; сума всіх попарних добутків коренів многочлена
{\displaystyle \ \ldots }
{\displaystyle \ \lambda _{1}\lambda _{2}\ldots \lambda _{n}=(-1)^{n}a_{0}/a_{n}}; добуток всіх коренів многочлена
Корені квадратного рівняння {\displaystyle \ ax^{2}+bx+c=0} даються формулою:
{\displaystyle x_{1,2}={{-b\pm {\sqrt {D}}} \over {2a}}}
де величина {\displaystyle \ D} називається дискримінантом і дорівнює:
{\displaystyle \ D=b^{2}-4ac}
Якщо дискримінант додатний, маємо два різні дійсні корені, якщо нуль - то два корені збігаються, а якщо дискримінант від'ємний - то квадратне рівняння має два різні комплексні корені, і не має коренів на множині дійсних чисел.
Особливий (і рідкісний на практиці) випадок, коли всі коефіцієнти квадратного рівняння є комплексними числами, так що дискримінант виявляється комплексним числом з ненульовою уявною частиною {\displaystyle D=P+iQ}. В цьому разі корінь з дискримінанта обчислюється так:
{\displaystyle {\sqrt {D}}={\sqrt {P+iQ}}={\sqrt {{\sqrt {P^{2}+Q^{2}}}+P \over 2}}\pm i{\sqrt {{\sqrt {P^{2}+Q^{2}}}-P \over 2}}}
Причому в останній сумі береться знак плюс, якщо {\displaystyle Q>0}, і знак мінус, якщо {\displaystyle Q<0} (випадок {\displaystyle Q=0} ми не розглядаємо).
Формула Тарталья і Кардано дає розв'язок у квадратурах спеціального рівняння третього степеня:
{\displaystyle \ x^{3}=px+q}
Розв'язок дається через допоміжні змінні:
{\displaystyle x={\sqrt[{3}]{u}}+{\sqrt[{3}]{v}}}
де допоміжні змінні {\displaystyle u} і {\displaystyle v} визначаються із таких формул (можна було б замість них записати квадратне рівняння):
{\displaystyle u+v=q\qquad uv=\left({p \over 3}\right)^{3}}

## Послідовності, прогресії
Послідовність є пронумерованим набором чисел (членів послідовності) {\displaystyle \ a_{1},a_{2},...a_{n}}.
Часткова сума перших {\displaystyle \ n} членів послідовності позначається:
{\displaystyle \ S_{n}=a_{1}+a_{2}+\ldots +a_{n}}
```

  

    

      

        

          
a

          

            
n

          

        

        
=

        

          
a

          

            
1

          

        

        
+

        
(

        
n

        
−

        
1

        
)

        
d

        

      

    

    
{\displaystyle a_{n}=a_{1}+(n-1)d\qquad }

  

 загальний член 
арифметичної прогресії

  

    

      

        

          
S

          

            
n

          

        

        
=

        
n

        
(

        

          
a

          

            
1

          

        

        
+

        

          
a

          

            
n

          

        

        
)

        

          
/

        

        
2

        

      

    

    
{\displaystyle S_{n}=n(a_{1}+a_{n})/2\qquad }

  

 сума членів арифметичної прогресії
```

```

  

    

      

        

          
b

          

            
n

          

        

        
=

        

          
b

          

            
1

          

        

        

          
q

          

            
n

            
−

            
1

          

        

        

      

    

    
{\displaystyle b_{n}=b_{1}q^{n-1}\qquad }

  

 загальний член 
геометричної прогресії

  

    

      

        

          
S

          

            
n

          

        

        
=

        

          
b

          

            
1

          

        

        

          

            

              
1

              
−

              

                
q

                

                  
n

                

              

            

            

              
1

              
−

              
q

            

          

        

        

      

    

    
{\displaystyle S_{n}=b_{1}{1-q^{n} \over {1-q}}\qquad }

  

 сума членів геометричної прогресії
```

Суми степенів натуральних чисел:
```

  

    

      

        
1

        
+

        
2

        
+

        
…

        
+

        
n

        
=

        

          

            

              
n

              
(

              
n

              
+

              
1

              
)

            

            
2

          

        

      

    

    
{\displaystyle 1+2+\ldots +n={n(n+1) \over 2}}

  

  

    

      

        

          
1

          

            
2

          

        

        
+

        

          
2

          

            
2

          

        

        
+

        
…

        
+

        

          
n

          

            
2

          

        

        
=

        

          

            

              
n

              
(

              
n

              
+

              
1

              
)

              
(

              
2

              
n

              
+

              
1

              
)

            

            
6

          

        

      

    

    
{\displaystyle 1^{2}+2^{2}+\ldots +n^{2}={n(n+1)(2n+1) \over 6}}

  

  

    

      

        

          
1

          

            
3

          

        

        
+

        

          
2

          

            
3

          

        

        
+

        
…

        
+

        

          
n

          

            
3

          

        

        
=

        

          

            
(

            

              

                

                  
n

                  
(

                  
n

                  
+

                  
1

                  
)

                

                
2

              

            

            
)

          

          

            
2

          

        

      

    

    
{\displaystyle 1^{3}+2^{3}+\ldots +n^{3}=\left({n(n+1) \over 2}\right)^{2}}

  

```

## Комбінаторика
Кількість перестановок у множині із {\displaystyle n} елементів дорівнює факторіалу:
{\displaystyle P_{n}=n!=1\cdot 2\cdot 3\ldots n}
Кількість невпорядкованих виборок {\displaystyle m} елементів із множини, що містить {\displaystyle n} елементів, дорівнює біноміальному коефіцієнту:
{\displaystyle C_{n}^{m}={n! \over m!(n-m)!}}
Властивість біноміальних коефіцієнтів:
{\displaystyle C_{n+1}^{m}=C_{n}^{m}+C_{n}^{m-1}}

## Нерівності
Порівнювати можна тільки дійсні числа та їхні підмножини (раціональні, цілі, натуральні). Комплексні числа не впорядковані природним чином (хоча можна порівнювати окремо їхні дісні чи уявні частини, модулі чи аргументи).  Для двох чисел {\displaystyle \ a,b} справедливе одне із трьох співвідношень (менше, дорівнює, більше), так звана трихотомія:
{\displaystyle a<b;\qquad a=b;\qquad a>b}
Всі ці відношення мають властивість транзитивності:
```
Якщо 

  

    

      

        
a

        
<

        
b

      

    

    
{\displaystyle a<b}

  

, 

  

    

      

        
b

        
<

        
c

      

    

    
{\displaystyle b<c}

  

 то 

  

    

      

        
a

        
<

        
c

      

    

    
{\displaystyle a<c}

  

Якщо 

  

    

      

        
a

        
=

        
b

      

    

    
{\displaystyle a=b}

  

, 

  

    

      

        
b

        
=

        
c

      

    

    
{\displaystyle b=c}

  

 то 

  

    

      

        
a

        
=

        
c

      

    

    
{\displaystyle a=c}

  

Якщо 

  

    

      

        
a

        
>

        
b

      

    

    
{\displaystyle a>b}

  

, 

  

    

      

        
b

        
>

        
c

      

    

    
{\displaystyle b>c}

  

 то 

  

    

      

        
a

        
>

        
c

      

    

    
{\displaystyle a>c}

  

```

### Нерівності про середнє
{\displaystyle {n \over {{1 \over a_{1}}+{1 \over a_{2}}+\ldots +{1 \over a_{n}}}}\leq {\sqrt[{n}]{a_{1}a_{2}\ldots a_{n}}}\leq {a_{1}+a_{2}+\ldots +a_{n} \over n}\leq {\sqrt {a_{1}^{2}+a_{2}^{2}+\ldots +a_{n}^{2} \over n}}}
- Середнє геометричне кількох невід'ємних чисел не більше за середнє арифметичне цих чисел (нерівність Коші).
- Середнє арифметичне дійсних чисел не більше за їхнє середнє квадратичне.
- Середнє гармонійне додатних чисел не більше за середнє геометричне.

Рівність досягається, коли всі числа однакові і додатні.
Нерівність скалярного добутку (Коші-Буняковського) для дійсних чисел:
{\displaystyle (a_{1}b_{1}+a_{2}b_{2}+\ldots +a_{n}b_{n})^{2}\leq (a_{1}^{2}+a_{2}^{2}+\ldots +a_{n}^{2})\cdot (b_{1}^{2}+b_{2}^{2}+\ldots +b_{n}^{2})}
Рівність досягається, коли числа {\displaystyle a_{i}} і {\displaystyle b_{i}} пропорційні: {\displaystyle b_{i}=ka_{i}}
Нерівність трикутника (Мінковського) для дійсних чисел:
{\displaystyle {\sqrt {(a_{1}+b_{1})^{2}+(a_{2}+b_{2})^{2}+\ldots +(a_{n}+b_{n})^{2}}}\leq {\sqrt {a_{1}^{2}+a_{2}^{2}+\ldots +a_{n}^{2}}}+{\sqrt {b_{1}^{2}+b_{2}^{2}+\ldots +b_{n}^{2}}}}